# Charles W. Jones
Charles W. Jones (Balbriggan, 1834. december 24. – Dearborn, 1897. október 11.) az Amerikai Egyesült Államok szenátora (Florida, 1875–1887).